# 先天曆
《先天曆》，是中国古代曆法，元末民变明玉珍建立的夏政权使用的历法，屬於陰陽曆。
1351年，徐寿辉于蕲阳称皇帝，历法为万寿历（元朝的授时历改称），建元治平，国号宋。1362年十月十五日明玉珍於重庆行邸即国位，不改国号，不改元，谥徐寿辉为日应天启运献武皇帝，庙号世宗。1363年正月朔，受皇帝玺绶，国号大夏，改元天统，历法为先天历。立太庙，谥显考（高祖父）明郎钦宪皇帝，显考妣（高祖母）鲁氏衍庆皇后，皇考（曾祖父）明子成庄惠皇帝，皇考妣（曾祖母）郭氏恭懿皇后，王考（祖父）明如海昭顺皇帝，王考妣（祖母）朱氏慈宁皇后；考（父）明学文宣武皇帝，妣（母）赵氏贞淑皇后。